# Russell Vis
Russell Vis (né le 22 juin 1900 à Grand Rapids (Michigan) et mort le 1er avril 1990 à San Diego) est un lutteur sportif américain.

## Biographie
Russell Vis obtient une médaille d'or olympique, en 1924 à Paris en poids légers.